# 移兹裒
移兹裒（6世纪？—588年），隋朝初年吐谷浑的高宁王，投降隋朝后封为河南王。
开皇元年（581年），吐谷浑攻打隋朝凉州，隋军在丰利山打败吐谷浑军，又在青海湖打败吐谷浑太子可博汗，共俘斩一万多人。吐谷浑可汗夸吕逃走，包括高宁王移兹裒共有王、侯三十人各率部落降隋。隋文帝封移兹裒为河南王，让他统领归降的吐谷浑部族。开皇八年（588年），移兹裒去世，隋文帝命他的弟弟树归承袭王位，统领归附的吐谷浑部落。